# ギャレット ATF3
ギャレット ATF3 (アメリカ軍識別符号 F104) はギャレット・アイリサーチ社のカリフォルニア部門で開発された3軸式 ターボファンエンジンである。買収により現在はハネウェル・エアロスペース社によって支援される。エンジンは通常とは異なり、内部で2回180度流れの方向転換が行われる。ファンの後部に軸流式圧縮機が5段あり、その後ろに燃焼器とタービンがある。遠心式圧縮機と燃焼器とタービンを通過する時に流れが180度方向転換する。その後、再び180度方向転換してファンのバイパスダクト内から排出される。全ての補機類はエンジンの後部のテールコーンの下部に設置される。
エンジンはテレダイン社のYF104-GA-100としてRyan YQM-98 Compass Cope R高高度無人機に搭載されて初飛行した。タービンは外部から見えず、エンジンコアからの排気はエンジン外部に放出される前にバイパス流と混合されるのでエンジンから放射される赤外線はかなり少なかった。U-2高高度追跡機の搭乗員はYQM-98Aをレーダでも赤外線センサーでも捕捉出来なかったと報告した。後にステルス実証機のノースロップ タシット・ブルーにもこれらの特性故に採用された。
最も代表的な用途はアメリカ合衆国沿岸警備隊向けに開発されたダッソーHU-25 ガーディアンである。同様にダッソー・ファルコン 20Gと200にも使用された。
ATF3はノースアメリカン・ロックウェル社のシリーズ 60 セイバーライナービジネスジェットに採用されたがATF3の技術開発と製造問題によって出荷が間に合わなかった。ノースアメリカン・ロックウェル社はギャレット社へ6000万ドルの賠償金を要求した。裁判で賠償金は500万ドル以下に減額された。エンジンは航続距離が長いので沿岸警備隊の発注したファルコンの派生機種に採用された。

## 搭載機
- ダッソー・ファルコン 20G
- ダッソー・ファルコン 200
- ダッソー HU-25 ガーディアン
- ノースロップ タシット・ブルー
- Ryan YQM-98 Compass Cope R（英語版）
- Vought ATLAS 軽戦闘機シリーズ (計画では動力は[ATF3-6 派生型]を原型にする予定だった)

## 仕様諸元
From: Jane's All The World's Aircraft 1988-89 
一般的特性
- 形式: 3軸式軸流式ターボファン
- 全長: 102.0 in (2,591 mm)
- 直径: 33.6 in (853 mm)
- 乾燥重量: 1,125 lb (510 kg)

構成要素
- 圧縮機: 低圧ファン:単段, 中圧:5段軸流式圧縮機、高圧:単段遠心式圧縮機
- 燃焼器: 反転アンニラ型
- タービン: 高圧:単段、中圧3段、低圧:2段

性能
- 推力: 5,440 lbf (24.20 kN) - 離陸時f, 1,055 lbf (4.69 kN) 巡航時
- 空気流量: 40 lb/s (73.5 kg/s) 離陸時
- 出力重量比: